# 北越 (列車)
北越（ほくえつ）は、日本国有鉄道（国鉄）や東日本旅客鉄道（JR東日本）、西日本旅客鉄道（JR西日本）が大阪駅・金沢駅 - 新潟駅間等を北陸本線・信越本線経由で運行していた特急列車である。
本項では、北陸地方の各都市間を結んでいた優等列車の沿革についても記述する。

## 概要
1969年10月に大阪駅 - 新潟駅間（東海道本線・北陸本線・信越本線経由）で臨時列車として運転を開始した特急列車で、1970年3月には定期列車に格上げされた。1975年3月には湖西線が開業したことにより経由路線が変更された。
1978年10月に北陸方面の特急列車の運転系統の見直しにより、大阪駅発着の列車を「雷鳥」の愛称としたため、一時、金沢 - 新潟間の区間運転の1往復のみとなった。しかし、上越新幹線開業を機に「はくたか」が長岡を境に系統分割されるようになったため再び「北越」の本数が増加した。一時期は、「白鳥」（急行「しらゆき」格上げによる増発分）の系統分割によって福井駅まで運転されていたときもあったが、主に金沢駅発着として北陸・新潟地方の相互間を結ぶ役割を担うようになった。
2001年3月には大阪駅発着の「雷鳥」「サンダーバード」の運転系統の整理に伴い、大阪駅 - 新潟駅間の「雷鳥」2往復と「白鳥」が廃止され、金沢駅 - 新潟駅間運転の昼行特急は「北越」に一本化されたが、北陸新幹線開業に伴う北陸本線金沢駅 - 直江津駅間第三セクター化により廃止となった。

### 列車名の由来
旧国名である越国の北部にあたる、越中国と越後国の2国を併せて指す呼称である北越が列車名の由来となっている。

## 運行概況
運行終了日である2015年3月13日現在の運行概況は次の通り。
全列車が金沢駅 - 新潟駅間の運転で、5往復10本が運転されていた。金沢駅発が下り、新潟駅発が上りであった。全区間の所要時間は下りが3時間39分 - 45分、上りが3時間37分 - 42分であった。
本数が少なかった理由としては、当列車の運行区間のうち金沢駅 - 直江津駅間においては「はくたか」が高頻度で運行されていたこと、また直江津駅 - 新潟駅間においては快速「くびき野」が補完的に運転されていたことで同区間の需要を満たせていたことがいえる。

### 停車駅
金沢駅 - （津幡駅） - （石動駅） - 高岡駅 - （小杉駅） - 富山駅 - （滑川駅） - 魚津駅 - （黒部駅） - （入善駅） - （泊駅） - 糸魚川駅 - 直江津駅 - 柿崎駅 - 柏崎駅 - 長岡駅 - 見附駅 - 東三条駅 - 加茂駅 - 新津駅 - 新潟駅
- （ ）は一部の列車のみ停車
  - 津幡駅：下り3号、上り10号が停車。
  - 石動駅：下り3・9号、上り8号が停車。
  - 小杉駅：下り1号、上り10号が停車。
  - 滑川駅：下り7・9号、上り2・4号が停車。
  - 黒部駅：下り7号、上り10号が通過。
  - 入善駅：下り7・9号、上り8・10号が停車。
  - 泊駅：下り1・5・7号、上り8・10号が停車。

### 使用車両・編成
JR東日本の新潟車両センターに所属する485系電車（1000番台主体のT編成および3000番台のR編成）6両編成が使用されていた。主にリニューアル車（3000番台）か1000番台（いわゆる「上沼垂色」）またはT18編成、ごく稀にK1・2編成で運転されることもあった。
485系1000番台のうち、K編成の全車両とT編成中間の座席指定席車には座席を3000番台のものに取り替えた車両を編成に組み込んでいる場合がほとんどである。自由席車は従来の簡易リクライニングシートのクッションをバケットタイプに交換した車両と元「雷鳥」編成のデラックス車が含まれ、これに座席のみデラックス車と同等で座席部のハイデッキ化や座席の前後間隔拡大などはされていない車両も存在する。
JRにおける在来線特急列車の英語表記は「Limited Express」であるが、485系3000番台の車内LED式案内表示器では新幹線特急列車を指す「Super Express」が表示される。また3000番台の前面LED式ヘッドマークでは、日本海の波模様がアニメーションで表現される。

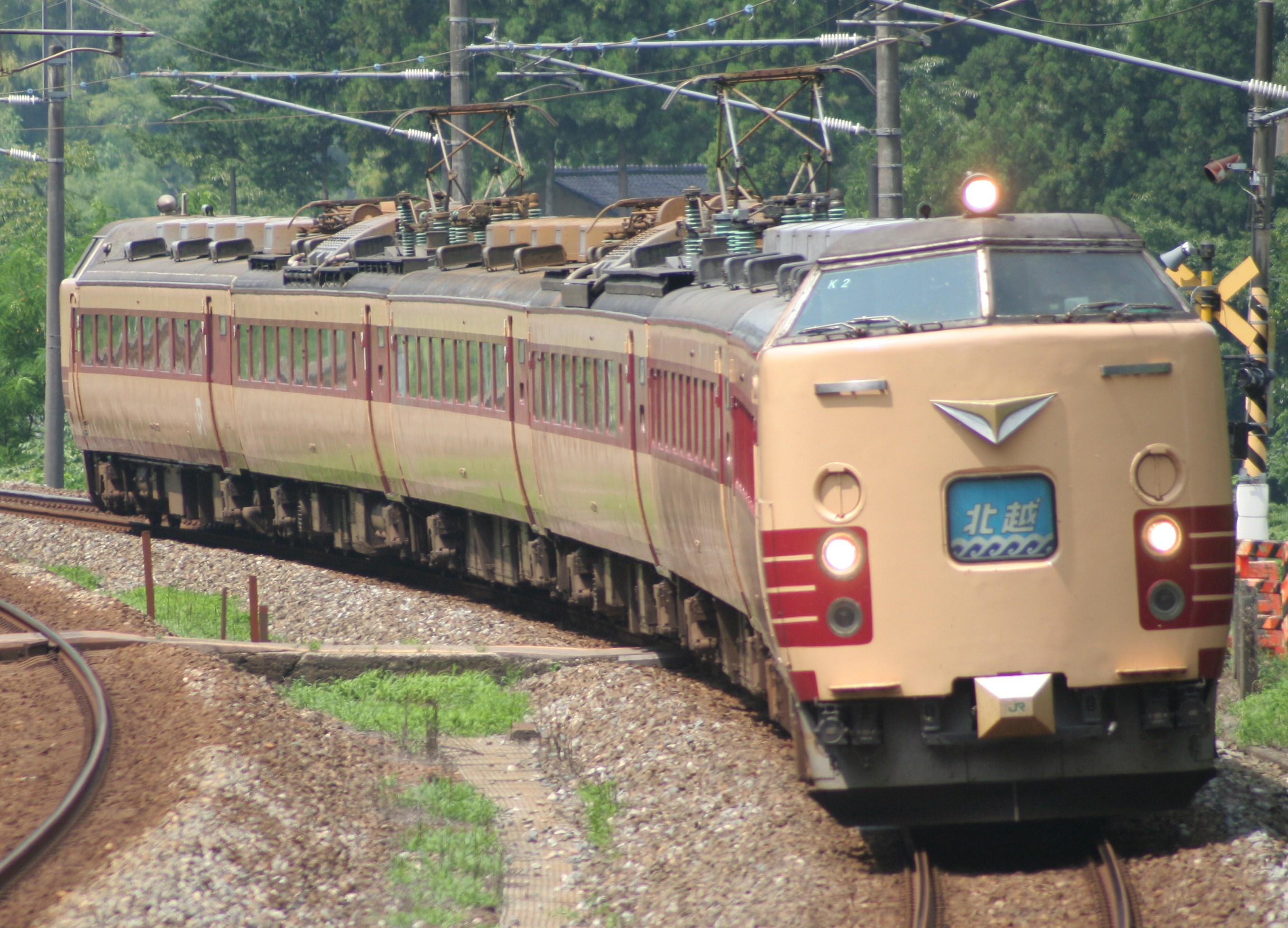
485系（国鉄色）
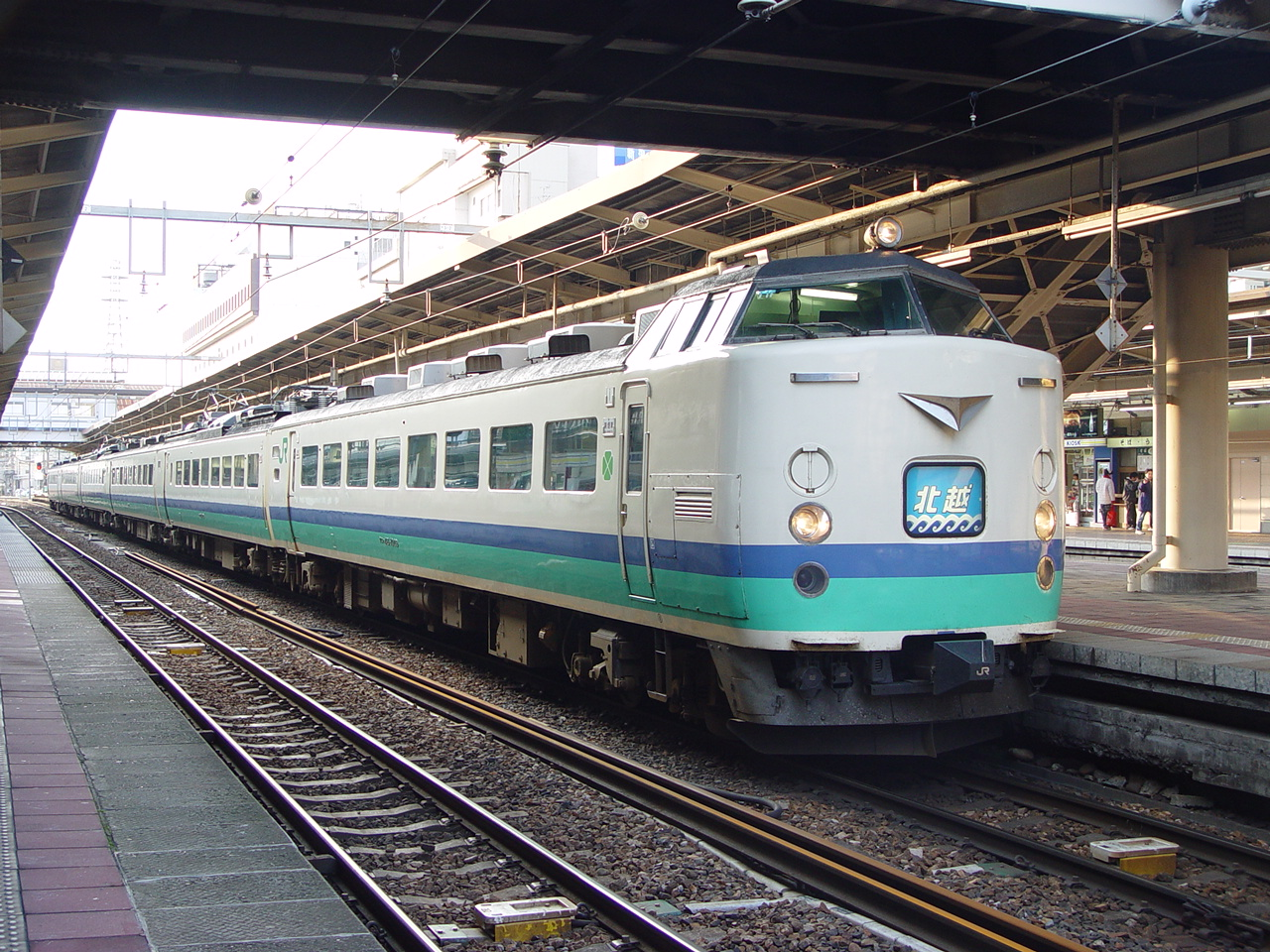
485系（上沼垂色）
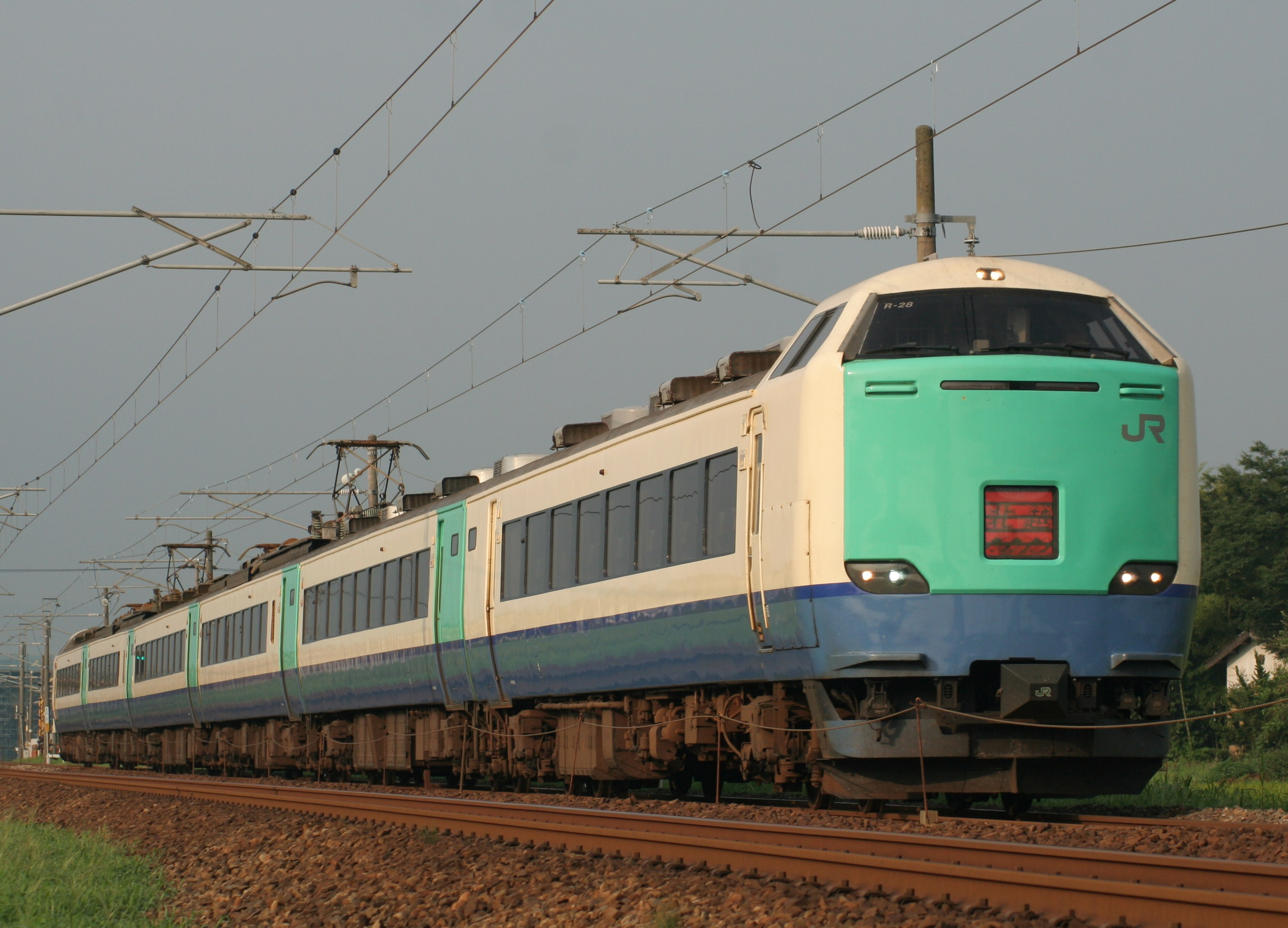
485系（リニューアル車）

### 車内販売
一部列車において、日本レストランエンタプライズ (NRE) による車内販売が行われていた。かつては、北陸トラベルサービスによる販売担当もあった。

## 北陸・新潟地方相互間優等列車概説

### きたぐに
1961年10月に運転を開始した急行列車で、石川県と新潟県を結ぶ役割を担う列車として金沢駅 - 新潟駅間で運転を開始した。従来、北陸地方の都市間の連絡列車としては「北陸」など上野駅 - 大阪駅間の列車や、「日本海」など日本海縦貫線直通列車が担っていた。しかし、必ずしも効率的な運用がなされないことや、同日に特急「白鳥」の運転を開始したが、当時の「白鳥」は新潟駅を経由しなかったためその補助の役割を担っていたことが背景に挙げられる。
キハ58系が使用され、雪の結晶がデザインされた大型のヘッドマークを取り付けて運転されていた。1963年に大阪駅 - 新潟駅間に運転区間が延長され、大阪駅 - 金沢駅間では「奥能登」と併結された12両編成で運転を行っていた。
1968年10月に大阪駅 - 青森駅間の夜行急行に「きたぐに」の名称が使用されることにより、大阪駅 - 新潟駅間の「きたぐに」は「越後」を名乗ることになった。

### 白馬
「白馬」（はくば）は、北陸と信州を結び、新たな観光需要の開発を目的として1971年7月から1975年3月まで運転された急行列車で、当初は臨時列車であったが、利用客が見込めると判断されて1972年3月に定期列車化された。金沢駅 - 糸魚川駅間は「しらゆき」と併結運転されていたが、観光客を中心に人気が高い列車で、1972年に糸魚川発信濃大町行きの季節列車も運転されていた。
しかし、1982年に併結運転していた「しらゆき」が「白鳥」に統合されるのと同時に「白馬」も廃止され、大糸線全線を走行する優等列車は廃止されることになった。
なお「白馬」の列車愛称は、1950年代から1960年代にかけて「首都圏と長野県を結ぶ列車」に使用されている。

### かがやき

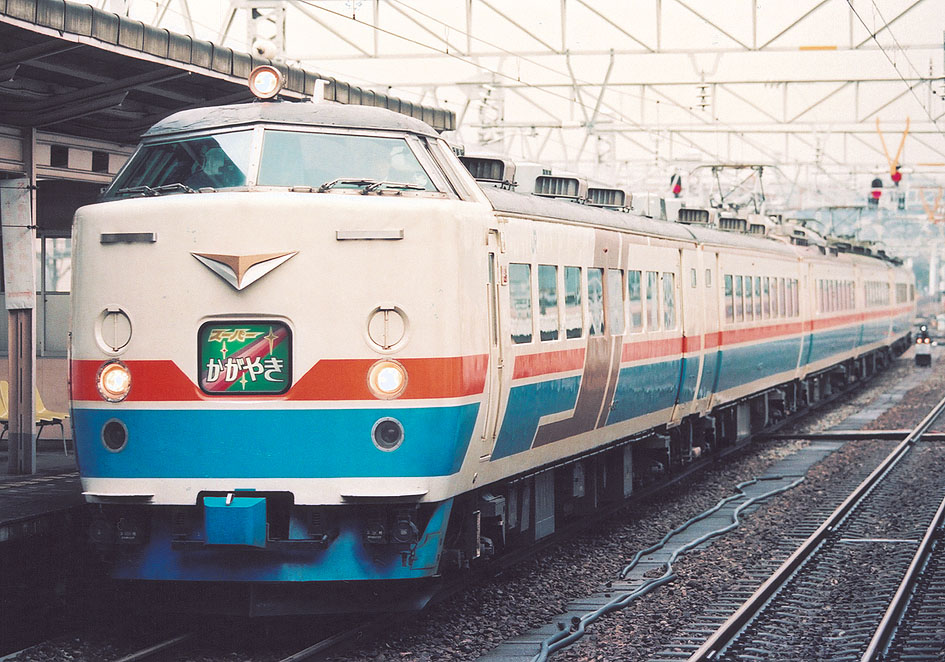
特急「かがやき」

1988年3月13日に金沢駅 - 長岡駅間で運転を開始した。列車名は公募によって決定された。「北越」の速達列車として位置付けられ、途中停車駅は抑えられており、高岡駅・富山駅・魚津駅（一部のみ）・直江津駅のみに限られていた。1991年3月より福井駅 - 長岡間の列車が、1992年3月より、和倉温泉駅 - 長岡間の列車がそれぞれ1往復登場した。車両は金沢運転所所属で、シートピッチを拡大するなどのグレードアップ改造を施した専用塗色の485系が使用され、普通車のみの4両編成であるが、全車座席指定席で自由席は連結されていなかった。1990年3月に6両編成化され、1991年3月に1号車にグリーン車が連結され、1992年3月に6号車が自由席化された。ヘッドマークは「かがやき」に小文字で「スーパー」の文字が併記されていた。長岡駅では上越新幹線「あさひ」に接続するように考慮されたダイヤで、金沢駅 - 上野駅間は4時間10分に大きく短縮された。最高120 km/h運転でありながら線形が良いこともあって表定速度は高く、最速達列車で101.5 km/hに達するほか、6往復体制となった1992年以降は12本中10本が金沢駅 - 長岡駅間で100 km/hを超えていた。特に富山からの利用が多かった。
「かがやき」の運行開始と同時に、東海道新幹線に接続する「加越」の速達列車として、「きらめき」も運転を開始している。
1997年に北越急行ほくほく線経由の「はくたか」の登場に伴い、廃止された。
なお「かがやき」の列車愛称は、2015年3月14日に長野駅 - 金沢駅間が開業した北陸新幹線の最速達列車の列車名として復活した。

## 北陸・新潟地方相互間優等列車沿革

### 創始
- 1961年（昭和36年）10月1日：金沢駅 - 新潟駅間で急行「きたぐに」が運転開始。
- 1963年（昭和38年）4月20日：ダイヤ改正に伴い、以下のように変更する。
  - 「きたぐに」の運転区間が大阪駅 - 新潟駅間に延長。
  - 金沢発秋田行きと青森発金沢行きで急行「しらゆき」が運転開始。
- 1968年（昭和43年）10月1日：大阪駅 - 青森駅間の夜行急行 501・502列車に「きたぐに」の名称を与え、これまでの「きたぐに」は「越後」（えちご）に変更。

### 特急「北越」の登場とその後
- 1969年（昭和44年）10月1日：大阪駅 - 新潟駅間（東海道本線・北陸本線・信越本線経由）で臨時列車として特急「北越」が運転開始。
- 1970年（昭和45年）3月1日：「北越」が定期列車になる。
- 1971年（昭和46年）7月20日：金沢駅 - 松本駅間（大糸線経由）で、臨時列車として「白馬」が運転開始（糸魚川駅 - 松本駅間は普通列車）。
- 1972年（昭和47年）3月15日：「白馬」が定期列車化され、全区間が急行列車化。季節列車として、糸魚川発信濃大町行きで1本が増発。
- 1973年（昭和48年）3月1日：「北越」が2往復増発され、大阪駅 - 新潟駅間2往復と金沢駅 - 新潟駅間（毎日運転の臨時列車）1往復になる。
- 1975年（昭和50年）3月10日：湖西線開業に伴うダイヤ改正で次のように変更（1975年3月10日国鉄ダイヤ改正）。
  - 「北越」が湖西線経由に変更。
  - 「白馬」は糸魚川発信濃大町行きの季節列車が廃止され、1往復になる。
- 1978年（昭和53年）10月2日：特急列車の再編により、「北越」の大阪駅発着列車がそれまで同区間を運転されていた急行「越後」とともに「雷鳥」に編入され「越後」は廃止、「北越」は金沢駅 - 新潟駅間の1往復になる。

### 上越新幹線接続による特急化・速達化

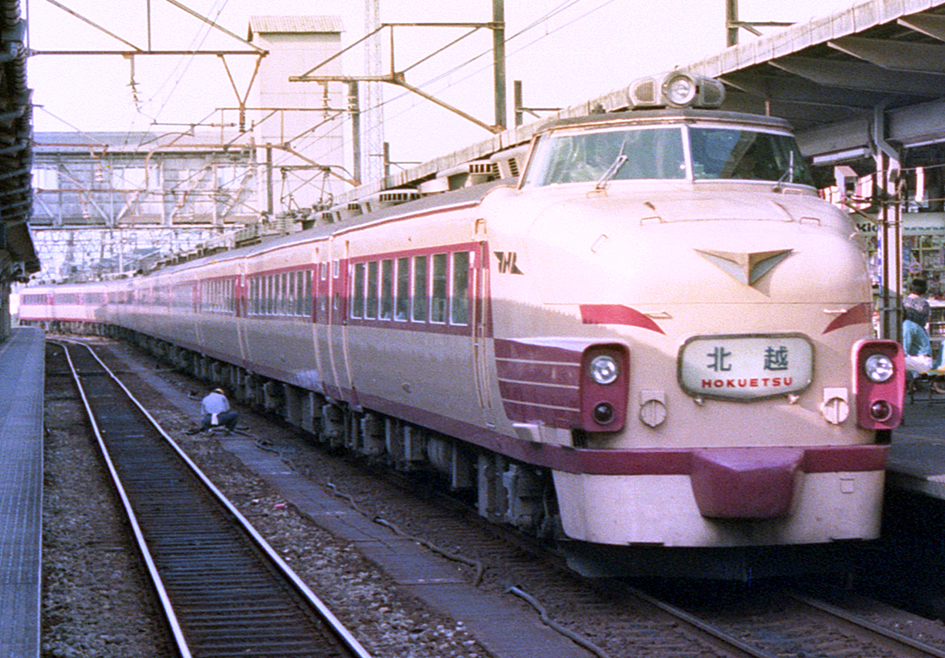
特急「北越」（1982年 金沢駅）

- 1982年（昭和57年）11月15日：上越新幹線開業に伴うダイヤ改正により、以下のように変更。
  - 「北越」が3往復に増発。
  - 「しらゆき」が特急列車に変更され、福井駅 - 青森駅間の「白鳥」に編入され、廃止。
  - 「白馬」が廃止。
- 1985年（昭和60年）3月14日：福井駅 - 青森駅間の「白鳥」1往復の運転区間が福井駅 - 新潟駅間に短縮されて「北越」に編入。「北越」は1往復増発されて、5往復になる。
  - 柿崎駅が停車駅に追加。
- 1988年（昭和63年）3月13日：一本列島のダイヤ改正により、金沢駅 - 長岡駅間で特急「かがやき」2往復が運転開始。
- 1989年（平成元年）3月11日：「かがやき」が2往復増発され、4往復になる。
- 1991年（平成3年）3月16日：福井駅 - 長岡駅間の「かがやき」が1往復増発され、5往復になる。また、「北越」の1往復が長岡発着になる。
- 1992年（平成4年）3月14日：「かがやき」にグリーン車の連結が開始。和倉温泉駅 - 長岡駅間の「かがやき」が1往復増発され[7]、6往復になる。「北越」の下り1本が長岡駅 → 新潟駅間は普通列車に、上り1本が新潟駅 → 長岡駅間は快速列車になる。
- 1994年（平成6年）12月3日：「北越」の1往復が長岡駅発着になる。

### ほくほく線開業以降
- 1997年（平成9年）3月22日：北越急行ほくほく線開業によるダイヤ改正により、次のように変更。
  - 上越新幹線に接続するほくほく線経由の特急「はくたか」が運転開始。
  - 「北越」の一部も「はくたか」に編入されたため、「北越」は金沢駅 - 新潟駅間の2往復になる。
  - 「かがやき」が廃止。
- 2001年（平成13年）3月3日：「雷鳥」・「サンダーバード」の運転区間の見直しにより、大阪駅 - 新潟駅間の「雷鳥」2往復と「白鳥」が廃止。これに伴い、「北越」は金沢駅 - 新潟駅間で5往復になる[8]。
- 2004年（平成16年）10月23日 - 11月28日：新潟県中越地震の影響により、「北越」の全列車が全区間運休（1往復については12月12日まで）。
- 2007年（平成19年）
  - 3月18日：全車禁煙となる。
  - 7月16日 - 9月12日：新潟県中越沖地震の影響により、「北越」の全列車が全区間運休。

### 北陸新幹線金沢開業以降

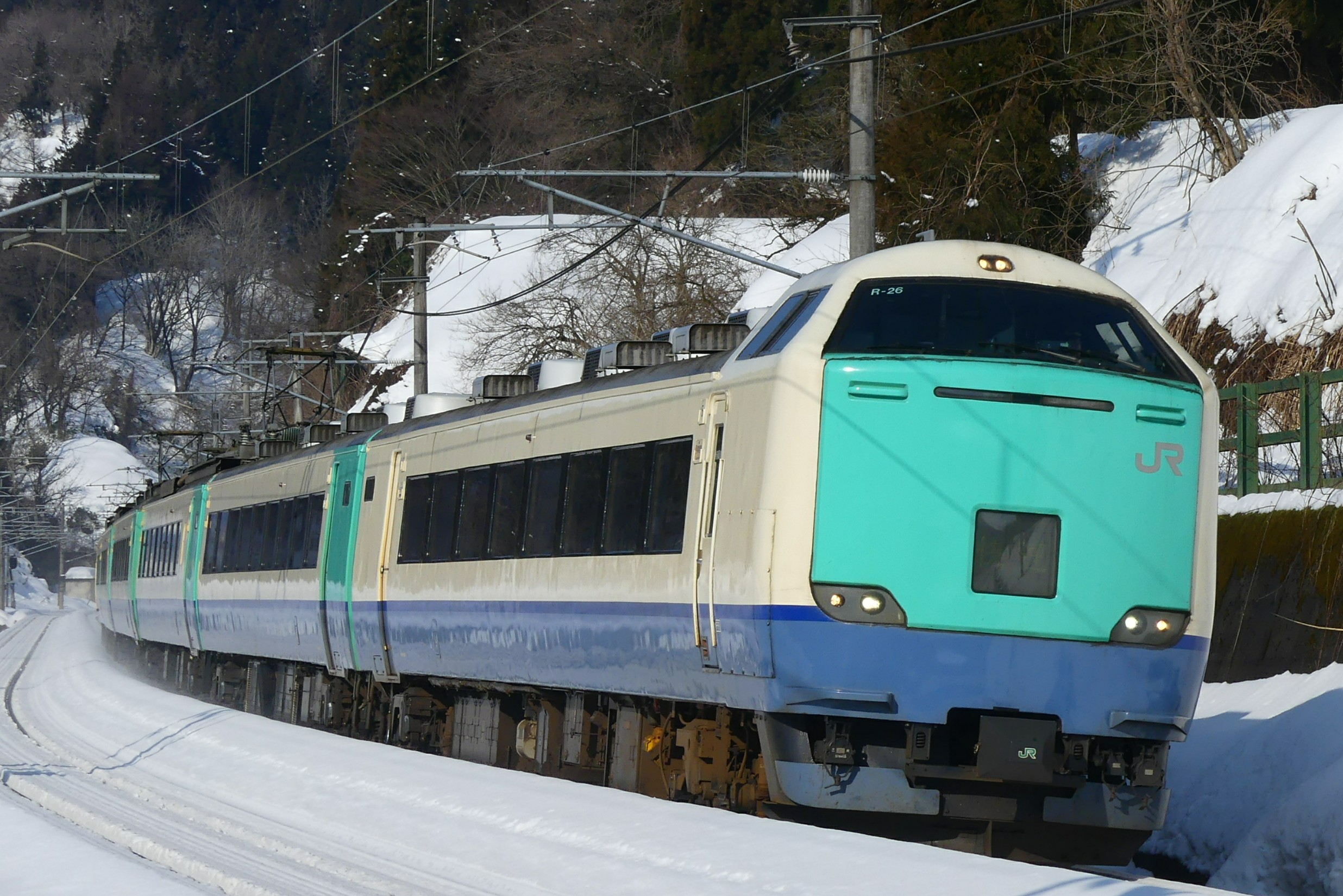
新潟駅 - 糸魚川駅間で運行された快速列車（2017年 信越本線）

- 2015年（平成27年）3月14日：北陸新幹線長野駅 - 金沢駅間開業に伴い、以下のとおり変更[9][10][11][12][13]。
  - 特急「はくたか」・「北越」廃止。なお、「はくたか」は北陸新幹線の列車名に転用された。
  - 越後湯沢駅 - 直江津駅間に超快速「スノーラビット」を新設。
  - 「北越」の代替として、上越妙高駅 - 直江津駅 - 新潟駅間に特急「しらゆき」5往復を新設[14]。
    - 5往復中3往復は上越妙高駅 - 新潟駅間、2往復は新井駅 - 新潟駅間の運行となる。

  - 糸魚川駅 - 新潟駅間に直通の快速列車を1往復新設。
- 2017年（平成29年）3月4日：糸魚川駅 - 新潟駅間の快速列車が廃止[15]。
- 2023年（令和5年）3月18日：超快速「スノーラビット」が廃止[16]。